# كيو أنون
كيو أنون نظرية مؤامرة من ابتداع اليمين الأمريكي المتطرّف تتناول بالتفصيل خطّة سرية مزعومة لما يُسمّى «الدولة العميقة في الولايات المتحدة» ضدّ الرئيس الأمريكي دونالد ترامب وأنصاره. بدأ تداوُل النظرية في أكتوبر 2017 بمنشور على منتديات لوحة الصور فورتشان لكاتب باسم مستعار Q، من المفترض أنه مواطن أمريكي، ومن المحتمل أنّ الاسم فيما بعد ضمّ عدة أشخاص. زعم Q وصوله إلى معلومات سرية تتعلق بإدارة الرئيس ترامب ومعارضيها في الولايات المتحدة. اتهم Q عددًا من ممثلي هوليوود الليبراليين وسياسيين ديمقراطيين ومسؤولين في أعلى المستويات باشتراكهم في عصابة دوليّة للإتجار بالأطفال، وادّعى أن ترامب تظاهر بالتواطؤ مع الروس لتجنيد المحقق روبرت مولر في صفّه لكشف العصابة ومنع وقوع انقلاب عسكري يقوده باراك أوباما، وهيلاري كلينتون، وجورج سوروس. الرمز Q هو إشارة إلى تصريح الوصول Q الخاص بالمعلومات الحساسة. يستخدم المؤمنون بنظرية كيو آنون في منشوراتهم على وسائل التواصل الاجتماعي هاشتاج #WWG1WGA، اختصارًا لشعار «where we go one, we go all» الذي يعني: «حيثما نذهب مجتمعين، نذهب بكامل زخمنا».
تنتشر نظرية المؤامرة هذه بين أنصار الرئيس ترامب بأسماء مثل العاصفة والصحوة الكبرى، وتنبغي ملاحظة الارتباط الوثيق بين مفاهيم نظرية مؤامرة كيو أنون ومفردات الخطاب الديني مثل المليارية والإيمان بفناء العالم (أبوكاليبس). لطالما اتّسمت هذه النظرية بكونها «لا أساس لها من الصحة»، و«مختلة»، و«خالية من الأدلة». أُطلق على معتنقي هذه النظرية وصف «طائفة مهووسة بالمؤامرات» و«بعض أنصار ترامب الأكثر غرابة على الإنترنت».

وفقًا لمراجعة ترافيس، الباحث في شؤون نظريات المؤامرة، والذي استقصى ظاهرة كيو أنون وكتب باستفاضة عنها في الواشنطن بوست، فجوهر نظرية المؤامرة هو 
وجود مجموعة سرية دولية من عبدة الشيطان والمتحرشين بالأطفال يحكمون العالم، بصورة أساسية، وهم المسيطرون على كل شيء. فهم يحركون السياسيين، ويسيطرون على وسائل الإعلام، وعلى هوليوود، ويُخفون وجودهم. وكانوا مستمرين في حكمهم للعالم لولا انتخاب دونالد ترامب رئيسًا
والذي انتُخب أصلًا لوضع حدّ لهذه المجموعة السرية، وكل ما يقوم به Q هو الكشف عن جهود ترامب التي يبذلها خلف الكواليس في حرب هذه الجماعة السرية. أما «العاصفة» فهي حدث سيقع مستقبلًا سيفضي إلى اعتقال الألوف من الناس، وأعضاء تلك الجماعة السرية، وسيُرسلون على الأرجح إلى سجن غوانتانامو أو سيخضعون لمحاكمات عسكرية، وسيضطر الجيش الأمريكي للاضطلاع بحُكم البلاد وإن بقسوة. وستكون النتيجة النهائية هو الخلاص وتحقيق المدينة الفاضلة على الأرض.
بدأ أنصار نظرية كيو أنون بالظهور في تجمعات حملات إعادة انتخاب ترامب في صيف العام 2018. حصل مايكل «لايونيل» ليبرون، وهو شخصية تلفزيونية وإذاعية وأحد مروّجي نظرية المؤامرة كيو أنون حصل على فرصة التقاط صورة مع الرئيس ترامب في المكتب البيضوي في 24 أغسطس 2018. حضر بيل ميتشل، وهو مذيع تلفزيوني يروج للنظرية، قمة وسائل التواصل الاجتماعية في البيت الأبيض في يوليو 2019. في أغسطس 2019 نُشر تقرير يفيد بأن جهاز التحقيقات الفيدرالية إف بي آي خلص إلى اعتبار كيو أنون مصدرًا محتملًا للإرهاب المحلي، وهي أول مرة تصنِّف بها الوكالةُ نظرية مؤامرة هامشية على أنها مصدر خطر؛ وبعد ساعات من نشر التقرير، نفى متحدّث في إحدى حملات ترامب الانتخابية أن يكون استخدامه للشعار «حيثما نذهب مجتمعين، نذهب بكامل زخمنا» ذا علاقةٍ بكيو أنون.

## تاريخ

### خلفية: نظرية المؤامرة بيتزاغيت
وصفت العديد من المنابر الإعلامية نظرية كيو أنون بأنها «امتداد» لنظرية المؤامرة بيتزاغيت التي ثبت زيفها على نطاق واسع.
في 30 أكتوبر 2016، زعم حسابٌ على موقع تويتر -نشر محتوىً عنصريًّا عن تفوّق البيض وقدّم الحساب نفسه على أن محاميًا مدار من مدينة نيويورك يديره- أنّ شرطة نيويورك قد كشفت عن عصابة تحرش جنسي بالأطفال مرتبطة بأعضاء في الحزب الديمقراطي في أثناء بحثهم في محتويات بريد أتنوني وينير الإلكتروني. طوال شهري أكتوبر ونوفمبر، راحت منظمة ويكيليكس تنشر إيميلات جون بودستا. قرأ أنصار نظرية المؤامرة الإيميلات وزعموا بأنها احتوت على كلمات مشفّرة للتحرش الجنسي بالأطفال والإتجار بالبشر، وزعموا بأن مطعم كوميت بينغ بونغ هو ملتقى لطقوس شيطانية.
نُشرت القصة فيما بعد على مواقع أخبار مزيفة، بدأها موقع يور نيوز واير، الذي اقتبس القصة المنشورة على منتدى فورتشان في وقت سابق من نفس العام. بعد ذلك تولّت مواقع مناصرة لترامب نشر مقال يور نيوز واير، بما فيها SubjectPolitics.com، الذي أضاف مزاعم تفيد بأن شرطة نيويورك قد داهمت منزلًا لهيلاري كلينتون. نشر موقع كونسيرفاتيف ديلي عنوانًا رئيسًا يدّعي بأن مكتب التحقيقات الفيدرالي قد أكّد صحة النظرية.

### المصدر
في 28 أكتوبر 2017، ظهر شخص مجهول يستخدم معرّفًا باسم «Q Clearance Patriot» على منتدى بول التابع لمنتدى فورتشان، ونشر رسائل في موضوع بعنوان «الهدوء الذي يسبق العاصفة»، والذي كان إحالةً إلى وصف ترامب الغامض لاجتماع حضره مع قادة الجيش الأمريكي بأنّه «الهدوء الذي يسبق العاصفة». ومصطلح «العاصفة» كما توظّفه نظرية كيو أنون يُشير إلى حدثٍ مستقبلي مُنتَظَر سيشهد القبض على الألوف من المتهمين المزعومين، وسجْنهم وإعدامهم. انتقل كيو لاحقًا إلى منتدى إيت تشان، وعلّل ذلك بمخاوفه أنّ منتدى فورتشان قد تعرّض للاختراق.
يوحي اسم المعرّف لـكيو المجهول بأنّه شخص يمتلك تصريح وصول Q عالي المستوى، وهو تصريح أمني ضمن وزارة الطاقة الأمريكية يُتيح الوصول لمعلومات سرية جدًّا تتعلق بالأسلحة والمواد النووية. لا يمكن التأكّد من هذا الزعم نظرًا إلى غياب الدليل الموثق.

### الادعاءات الخاطئة
لحملة كيو أنون تاريخ طويل في نشر مزاعم كاذبة، لا أساس لها من الصحة، وغير مدعومة بالأدلة. كان أوّلها بواكير منشوراته التي تنبّأت –بشكل خاطئ– بالاعتقال الوشيك لهيلاري كلينتون، وتبع ذلك بعدة ادعاءات مغلوطة تزعم أن زعيم كوريا الشمالية كيم جونغ أون هو حاكم دمية نصّبته وكالة الاستخبارات الأمريكية. ثم أصبحت منشورات كيو أنون غامضةً مبهمة كيما تمنح أنصار النظرية مجالات أوسع للتفسير وإسقاط اعتقاداتهم الخاصة على ما يقرأونه. بعد توليد خريطة حرارية للوحة مفاتيح الرسائل المشفرة المزعومة لـكيو أنون، خلص الباحث في مجال أمن المعلومات مارك بيرنيت أنها «ليست كودات حقيقية»، وأضاف بأن «جميع الأحرف تقريبًا» المستخدمة في الرسائل المشفرة تتراوح بين اليد اليُمنى واليسرى، أو أن الأحرف متقاربة من بعضها بعضًا على لوحة المفاتيح.
من مزاعم نظرية كيو أنون الأخرى هي الاتهام الباطل في 16 فبراير 2018 أن النائب الأمريكية ورئيسة اللجنة الوطنية الديمقراطية السابقة ديبي واسيرمان شولتس قد استأجرت خدمات العصابة السلفادورية إم-إس-13 لقتل عضو اللجنة الوطنية الديمقراطية سيث ريتش، والزعم الباطل الآخر الذي نُشر في 1 مارس 2018 أن المستشارة الألمانية أنغيلا ميركل هي حفيدة أدولف هتلر. في 7 يوليو 2018، ذكر مقال منشور في ديلي بيست أن كيو أنون زعم زورًا بأن «كل عملية إطلاق نار جماعية هي عملية تمويه لهجوم شنّته المجموعة السرية». ومن بين بعض المعتقدات التي يؤمن بها أنصار نظرية كيو أنون أن باراك أوباما وهيلاري كلينتون وجورج سورس وغيرهم يخططون للقيام بانقلاب عسكري، وأنهم في نفس الوقت أفراد في عصابة دولية للإتجار بالأطفال لدواعٍ جنسية. تبعًا لهذه الفكرة، فتحقيق مولر هو انقلاب مضاد يقوده دونالد ترامب الذي تظاهر بتواطئه مع روسيا لضمّ المحقق روبرت مولر إلى صفّه لكي يحقق سرًّا في نشاطات الديمقراطيين. وثمة موضوعات متكررة تفيد بأن بعض نجوم هوليوود هم متحرّشون جنسيون بالأطفال، وأن عائلة روتشيلد هم رؤساء الطائفة الشيطانية. من خلال تفسيراتهم للمنشورات التي يضعها لهم Q، فقد توصل أنصار نظرية كيو أنون إلى جميع ما سبق.

## دورها في الانتخابات والحكومة الأمريكية

### مرشحو الكونغرس لعام 2019
أعرب شخصان أعلنا عن نفسيهما كمرشحين جمهوريين للكونغرس في عام 2019 عن اهتمامهما بنظريات كيو أنون. قال ماثيو لوسك، مرشح فلوريدا، لصحيفة ذا ديلي بيست إنه لم يكن «عضوًا مغسول الدماغ في طائفة»، قائلًا إن نظريات كيو أنون هي «شيء مشروع» وتشكل «عرضًا واضحًا للغاية للأحداث الماضية، وهو فحص واضح للغاية للظروف الحالية، وتكهن تنبؤي إلى حد ما عن المكان الذي سترتد فيه الكرة السياسية والجيوسياسية بعد ذلك». ارتَدت دانييل ستيلا، وهي جمهورية عملت على الإطاحة بإلهان عمر في مينيسوتا، قلادة «كيو» في صورة غردت بها، واستخدمت مرتين علامة الوسم # WWG1WGA، في إشارة إلى شعار كيو أنون «حيثما يذهب أحدنا، نذهب جميعًا». نال حسابها على تويتر «إعجاب» مؤمني كيو أنون الذين اعترفوا بالعقد، وتابع الحساب بعض مؤمني كيو أنون البارزين. أكد مساعد سابق في الحملة الانتخابية أن ستيلا كانت تتظاهر بأنها مؤمنة بكيو أنون لجذب دعم الناخبين.

### حوادث متعلقة بحملة ترامب 2020
زعم أنصار كيو أنون أنه طُلب منهم إخفاء ما يدل على هوية «كيو» وغيرها من الرموز المتعلقة بكيو أنون في تجمع انتخابي لترامب في مانشستر، نيو هامبشاير، في 15 أغسطس 2019. نفت الخدمة السرية وجود عميل لها في التجمع الانتخابي بعد ادعاء أحد الأشخاص أن عميلًا طلب منه قلب قميصه «كيو»، قائلة في رسالة بريد إلكتروني إلى صحيفة واشنطن بوست «لم تطلب الخدمة السرية الأمريكية أو تفرض على الحاضرين تغيير ملابسهم في حدث أقيم في نيو هامبشاير». وزعم أنصار كيو أنون أن ظهورهم في تجمعات ترامب أخفي لعدة أشهر.
في أغسطس 2019 ورد أن مقطع فيديو نُشر على الإنترنت بواسطة «نساء من أجل ترامب» في أواخر شهر يوليو تضمن علامتي كيو. العلامة الأولى، التي تقول «اجعل أمريكا عظيمة مرة أخرى»، عليها علامة «كيو» في الزاوية. العلامة الثانية كانت وضع حرف الكيو محل حرف الأو في الكلمتين الإنكليزيتين «for, woman» . من الواضح أن الصور التي تضمنت اللافتات المعدلة قد التقطت في تجمع انتخابي لترامب، والذي اجتذب بشكل متزايد أتباع نظرية مؤامرة كيو أنون، لذلك من غير المعروف ما إذا اختيرت هذه العلامات المعينة لإدراجها عمدًا أم لا. حُذف الفيديو منذ ذلك الحين.
في يوليو 2020 أفاد موقع بيزنس إنسايدر أنه وفقًا لمؤسسة أهمية الإعلام بالنسبة إلى أميركا، وهي مجموعة مراقبة إعلامية ذات ميول يسارية، اعتمدت حملة إعادة انتخاب ترامب على شبكة من الحسابات المرتبطة بكيو أنون لنشر معلومات مضللة ودعاية على وسائل التواصل الاجتماعي، وخاصة تويتر. أظهر تحليل 380 ألف تغريدة أرسلت بين أوائل أبريل ونهاية مايو 2020، وأخرى من أكثر الكلمات شيوعًا المستخدمة من قبل 1000 حساب، أن شبكة كيو أنون «تلعب دورًا رئيسيًا في إثارة ونشر دعاية ترامب».
ذكرت صحيفة واشنطن بوست في بداية أغسطس 2020 أن الإعلانات الخاصة بحملة ترامب قد أظهرت صورًا لمؤيدين يحملون منتجات كيو أنون البارزة. واعتبرت آلاف التعليقات على موقع يوتيوب هذه التفاصيل علامات انتصار.
كتبت صحيفة نيويورك تايمز أن أتباع كيو أنون اهتزوا بسبب هزيمة ترامب في الانتخابات الرئاسية لعام 2020، بعد أن اطمئنوا لسنوات على فوز ترامب بأغلبية ساحقة. كرر بعض المتابعين مزاعم لا أساس لها كوجود تزوير واسع النطاق للناخبين وأن ترامب قد أعيد انتخابه بالفعل، بينما بدأ آخرون في قبول فوز بايدن. في يوم تنصيب بايدن، اختلف المشاركون في 8تشان في وجهات نظرهم حول مستقبل قضيتهم. اقترح رون واتكينز، وهو مدير 8تشان السابق وشخصية رئيسية في انتشار كيو أنون، أن الوقت قد حان «للعودة إلى حياتنا بأفضل ما نستطيع» و «مع دخولنا في الإدارة التالية، يرجى تذكر جميع الأصدقاء والذكريات السعيدة التي صنعناها معًا خلال السنوات القليلة الماضية». حذف أحد المشرفين على المنتدى سجل رسائل كيو وتعرض للتهديد بالقتل بعد استعادة الآخرين للمحتوى. اقترح البعض أن بايدن كان «جزءًا من الخطة». أصيب كثيرون بخيبة أمل، بعد ذلك، سعى اليمين البديل، والقوميون البيض، والنازيون الجدد إلى تجنيد هؤلاء الأشخاص.
في فبراير 2021 نشرت مؤسسة أهمية الإعلام بالنسبة إلى أميركا تحليلًا خلص إلى أن أتباع كيو أنون أشادوا بالانقلاب الأخير في ميانمار عام 2021، والذي أطاح فيه الجيش بالحكومة المنتخبة ديمقراطيًا، ودعوا إلى انقلاب مماثل في الولايات المتحدة. في مايو 2021 تطرق مايكل فلين في مؤتمر كيو أنون  في دالاس إلى الانقلاب عندما قال أحد الحضور: «أريد أن أعرف لماذا لا يمكن أن يحدث ما حدث في ميانمار هنا؟» أجاب فلين: «يوجد سبب. أعني، يجب أن يحدث هنا. بلا سبب. هذا صحيح». بعد الإعلان عن أقواله، أكد فلين أنه «لم يطلب في أي وقت اتخاذ أي إجراء من هذا القبيل» واتهم الصحافة «بالفبركة الجريئة على أساس التقارير الملتوية». وكان قد اقترح في ديسمبر 2020 أن على ترامب تعليق العمل بالدستور وإسكات الصحافة وإجراء انتخابات جديدة تحت سلطة عسكرية.
ظهرت سيدني باول في نفس المؤتمر، مؤكدة زورًا أنه «يمكن ببساطة إعادة تنصيب ترامب، وأنهم حددوا يوم التنصيب الجديد»، مما أثار هتافات الجماهير. بعد يومين من تصريحات باول، غردت ماغي هابرمان من صحيفة نيويورك تايمز بأن ترامب «أبلغ مقربين منه أنه يعتقد بأنه سيعود إلى البيت الأبيض بحلول أغسطس المقبل».

### المرشحون الآخرون لانتخابات عام 2020 وأعضاء الكونغرس
فازت مارجوري تايلور غرين، وهي سيدة أعمال، في جولة الإعادة في أغسطس 2020 لتصبح مرشحة الحزب الجمهوري في منطقة الكونغرس الرابعة عشرة التي يسيطر عليها الجمهوريين في جورجيا. بعد شهور من رئاسة ترامب، صرحت في مقطع فيديو: «هناك فرصة لا تتكرر إلا مرة واحدة في العمر لإخراج هذه العصابة العالمية من عبدة الشيطان المشتهيين للأطفال، وأعتقد أن لدينا الرئيس للقيام بذلك». لقد أدلت بتصريحات عنصرية ومعادية للسامية، مما دفع قادة جمهوريين مثل كيفن مكارثي وستيف سكاليس إلى إدانة تصريحاتها. أيد ترامب ترشيحها في اليوم التالي لتنصيبها، واصفًا إياها «بالنجمة الجمهورية المستقبلية» و«الفائزة الحقيقية!».
بعد فوز غرين في انتخابات الإعادة التمهيدية في جورجيا في أغسطس، ندد النائب الجمهوري عن ولاية إلينوي آدم كينزينجر بكيو أنون ووصفها بأنها «فبركة». ورد موظف حملة ترامب، مات وولكينغ، بقوة على كينزينجر، قائلًا: «يجب أن يدان ملف ستيل ونظريات المؤامرة التي يروج لها الديمقراطيون». واصل كينزينجر إنشاء لجنة العمل السياسي، وأطلق موقع «كاونتري فرست» بعد أسابيع فقط من اقتحام مبنى الكابيتول في يناير 2021، لتكريس محاربة تأثير نظريات المؤامرة داخل الحزب الجمهوري.
غردت جو راي بيركنز، المرشحة الجمهورية لمجلس الشيوخ لعام 2020 في ولاية أوريغون، مقطع فيديو في ليلة فوزها في الانتخابات التمهيدية في مايو ظهرت فيه وهي تحمل ملصق WWG1WGA وتقول: «أقف مع الرئيس ترامب. أقف مع كيو والفريق. شكرًا لكم أنون، وشكرًا للوطنيين. ومعًا نستطيع إنقاذ جمهوريتنا». وأعربت عن أسفها لحذف الفيديو لاحقًا بناءً على نصيحة مستشار سياسي. في الشهر التالي، غردت مقطع فيديو لها وهي تؤدي «قسم الجنود الرقميين» الذي طلبت كيو من متابعيها القيام به قبل ثلاثة أيام.